# فرودگاه آبی پانیلونکو
 فرودگاه آبی پانیلونکو (به انگلیسی: Panilonco Aerodrome) (به زبان بومی: Aeródromo Panilonco) یک فرودگاه است . این فرودگاه در کشور شیلی قرار دارد و در ارتفاع ۵۷۵ متری از سطح دریا واقع شده است.